# جيمس إل. تيري
جيمس إل. تيري (بالإنجليزية: James L. Terry)‏ هو عسكري أمريكي، ولد في 14 مايو 1957 في تشاتسوورث في الولايات المتحدة.